# Piscina mirabilis

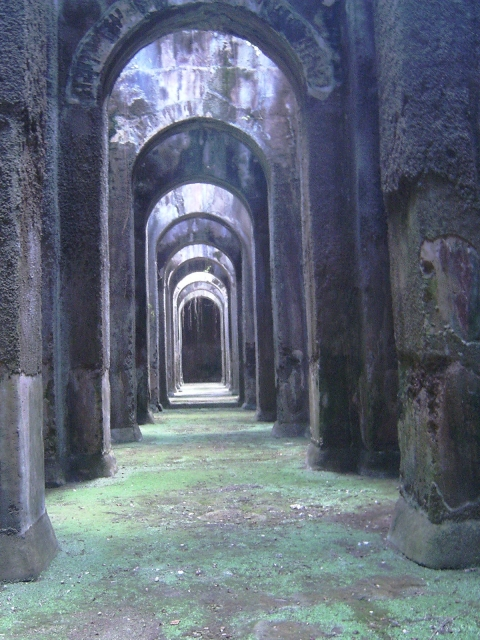
La Piscina Mirabilis

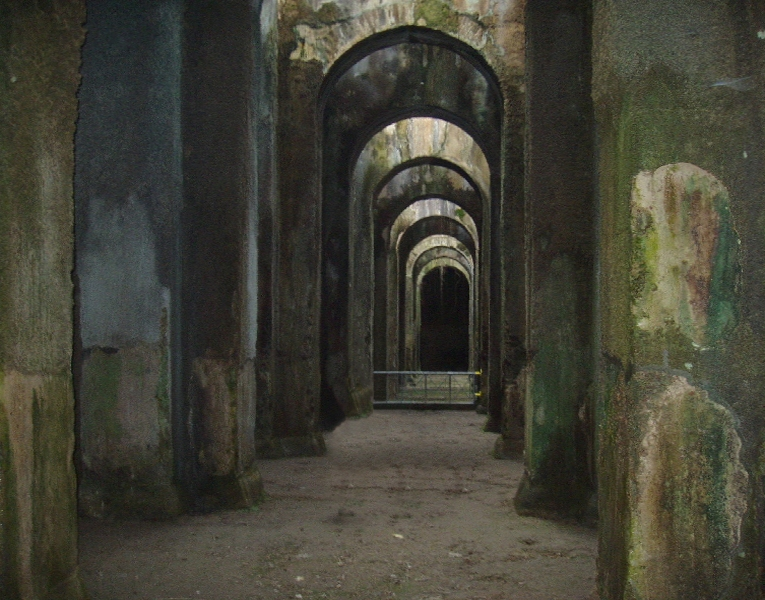
La Piscina Mirabilis

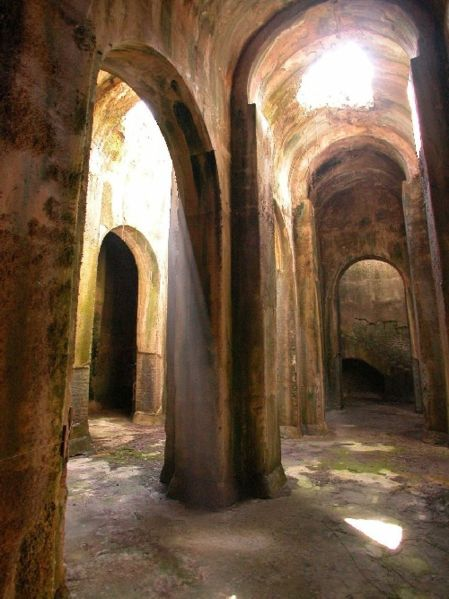
La Piscina Mirabilis

La Piscina Mirabilis era una cisterna de agua dulce de la época de la Roma Augusta situada en un promontorio frente al Cabo Miseno en el extremo oeste del Golfo de Nápoles, en la parte sur de Italia. Es una de las cisternas de agua dulce más grandes construidas por los antiguos romanos, ubicada en un extremo del Acueducto de Serino para suministrar agua potable a la Flota Imperial de Misinium ("Praetoria Misenensis") de la Roma occidental en Portus Julius. Esta flota está considerada la más imponente del Imperio Romano y era la contrapartida naval de la Guardia Pretoriana romana.
Esta reserva de agua fue completamente excavada en la toba volcánica de la pared del acantilado. Tiene forma rectangular en forma de gran basílica y mide 15 metros de altura, 72 metros de largo y 25 metros de ancho. Su capacidad o volumen era de 12.000 metros cúbicos. Estaba soportada por techos abovedados y 48 pilares. Se subdividide en cinco largas naves de cuatro hileras de doce pilastras cruciformes.
Sobre la bóveda de cañón hay una terraza pavimentada con polvo de ladrillo. La entrada era posible mediante dos escalinatas sostenidas por tres arcos con los cuerpos de ladrillo. En el pavimento estaba cavada una tina de decantación, mientras la aducción del agua se hacía por medio de una conducción colocada junto a la entrada occidental. A lo largo del lado noroccidental de la construcción se adosaban doce estancias, edificadas entre finales del siglo I y comienzos del siglo II.
El acueducto romano del que se alimentaba, el Acueducto de Serino o Aqua Augusta, traía el agua de fuentes en Serino cerca de Avellino (a 100 kilómetros de distancia) a Nápoles. Aún se pueden visitar algunas partes de la antigua cisterna.